# Bruno Cremer
Bruno Cremer (Saint-Mandé, 6 oktober 1929 – Parijs, 7 augustus 2010) was een Franse acteur.

## Leven en werk
Cremers moeder was van Vlaams-Belgische afkomst; zijn vader was een Rijsels zakenman die zich in 1914 tot Belg liet naturaliseren omdat het Franse leger hem te jong vond om te gaan vechten in de Eerste Wereldoorlog. Hij groeide op als de jongste van drie kinderen aan de Place de la Nation in Parijs. Op zijn 18de koos hij voor de Franse nationaliteit.

### Debuut in de toneelwereld
Cremer begon zijn carrière in het theater, onder meer in Robinson van Jules Supervielle. Hij bleef de volgende jaren in de theaterwereld actief, in stukken van onder andere Shakespeare, Oscar Wilde en Jean Anouilh.

### Filmacteur
Vanaf de jaren zestig speelde Cremer ook filmrollen. Zijn hoofdrol in de oorlogsfilm La 317e Section (1965) betekende zijn doorbraak. Een rol in Lo straniero van Luchino Visconti volgde, evenals rollen in enkele andere oorlogsfilms, zoals Paris brûle-t-il? (1966) en Un homme de trop (1967). Cremer speelde mee in ongeveer 70 films, veelal politiefilms, drama's en thrillers. Hij werkte meermaals samen met de politiek geëngageerde filmmakers Yves Boisset (4 films) en Costa-Gavras (2 films), met Pierre Schoendoerffer (3 films), Jean-Claude Brisseau (3 films) en Bertrand Blier (2 films).
Cremer vertolkte memorabele rollen als de anarchist Jules Bonnot in het politiedrama La Bande à Bonnot (1969), als voortvluchtig bankdirecteur in Sorcerer (1977, de Amerikaanse remake van de Franse klassieker Le salaire de la peur), als priester-studieprefect in het drama Anthracite (1980), als leraar filosofie op wie een leerlinge verliefd wordt in het drama Noce blanche (1989) en als maffioze kunstverzamelaar Espinosa in La piovra (1994-1999).

### Televisie
Cremer werd vooral bekend door zijn rol in de televisieserie Commissaire Maigret. Van 1991 tot 2005 speelde Cremer in 54 afleveringen de rol van Maigret. Zijn bioscoopfilmactiviteiten kwamen daardoor op een heel laag pitje te staan. Hij maakte in 2000 een geslaagde comeback als filmacteur met het drama Sous le sable, waarin hij een echtgenoot speelde die nooit terugkeerde na een zwemtochtje in zee. Voorts speelde hij de rol van Espinoza in de televisieserie La Piovra
In Maigret et l'étoile du Nord, de laatste aflevering van Commissaire Maigret, werd Cremers stem gedoubleerd omdat hij inmiddels aan keelkanker leed.

### Autobiografie
In 2000 schreef Cremer een autobiografie, die verscheen als Un certain jeune homme.
Eind 2006 besloot hij officieel te stoppen met acteren. Cremer overleed in 2010 op 80-jarige leeftijd aan tongkanker.

## Filmografie (selectie)
- 1952 - Les Dents longues (Daniel Gélin)
- 1957 - Quand la femme s'en mêle (Yves Allégret)
- 1965 - La 317e Section (Pierre Schoendoerffer)
- 1965 - La Fabuleuse Aventure de Marco Polo (Denys de La Patellière en Noël Howard)
- 1966 - Objectif 500 millions (Pierre Schoendoerffer)
- 1966 - Paris brûle-t-il? (René Clément)
- 1967 - Si j'étais un espion (Bertrand Blier)
- 1967 - Un homme de trop (Costa-Gavras)
- 1967 - Lo straniero (Luchino Visconti)
- 1968 - Les Gauloises bleues (Michel Cournot)
- 1968 - Bye bye, Barbara (Michel Deville)
- 1969 - La Bande à Bonnot (Philippe Fourastié)
- 1970 - Cran d'arrêt (Yves Boisset)
- 1972 - L'Attentat (Yves Boisset)
- 1974 - Le Protecteur (Roger Hanin)
- 1975 - La Chair de l'orchidée (Patrice Chéreau)
- 1975 - Section spéciale (Costa-Gavras)
- 1976 - Le Bon et les Méchants (Claude Lelouch)
- 1976 - L'Alpagueur (Philippe Labro)
- 1977 - Sorcerer (William Friedkin)
- 1978 - L'Ordre et la sécurité du monde (Claude d'Anna)
- 1978 - Une histoire simple (Claude Sautet)
- 1980 - La légion saute sur Kolwezi (Raoul Coutard)
- 1980 - Anthracite (Édouard Niermans)
- 1981 - Une robe noire pour un tueur (José Giovanni)
- 1982 - Espion, lève-toi (Yves Boisset)
- 1982 - Josepha (Christopher Frank)
- 1983 - Le Prix du danger (Yves Boisset)
- 1983 - Effraction (Daniel Duval)
- 1983 - Un jeu brutal (Jean-Claude Brisseau)
- 1984 - Le Matelot 512 (René Allio)
- 1985 - Le regard dans le miroir (Jean Chapot)
- 1986 - Tenue de soirée (Bertrand Blier)
- 1987 - Falsch (Jean-Pierre Dardenne en Luc Dardenne)
- 1988 - Adieu, je t'aime (Claude Bernard-Aubert)
- 1988 - De bruit et de fureur (Jean-Claude Brisseau)
- 1989 - L'Union sacrée (Alexandre Arcady)
- 1989 - Noce blanche (Jean-Claude Brisseau)
- 2000 - Sous le sable (François Ozon)
- 2001 - Mon père, il m'a sauvé la vie (José Giovanni)
- 2003 - Là-haut, un roi au-dessus des nuages (Pierre Schoendoerffer)